# 柳沼行
柳沼行（日语：／ Yaginema Kou，1973年—），日本漫画家。本名不詳。

## 經歷
柳沼在19歲到20歲的時候參加《Jump》新人獎，並獲得審查員特別獎之類的獎項。接下來他有一段時間沒有畫漫畫，在這之後他同時參加《Business Jump》和《COMIC FLAPPER》的徵稿，獲得前者的佳作獎，後者則在決選被刷掉，不過兩家雜誌都願意派責編給他。柳沼考量自身作畫速度不快，因此選了月刊《COMIC FLAPPER》而不是雙周刊《Business Jump》。
2000年6月發售的《COMIC FLAPPER》7月號刊登了柳沼的出道作。該作的舞台設定後來延用至他的第一部連載《麥穗星之夢》。《麥穗星之夢》自2001年9月發售的《COMIC FLAPPER》10月號開始連載，2009年8月發售的9月號完結，並被改編成電視動畫和日劇，是柳沼的代表作。在《麥穗星之夢》連載的同時，柳沼也為新海誠的商業出道作《星之聲》的小說版繪製插圖。

## 作品列表
- 麥穗星之夢（《COMIC FLAPPER（日语：コミックフラッパー）》2001年10月号－2009年9月号，全16卷）台灣東立出版社代理
- （《COMIC FLAPPER》2010年10月号－2013年3月号，全4卷）
- 星之聲（小說版插圖）

## 外部連結
- アミューズメントメディア総合学院によるインタビュー （页面存档备份，存于）
- コミックナタリーによるインタビュー （页面存档备份，存于）